# Чанты-Аргунский пресный источник
Чанты-Аргунский пресный источник — гидрологический памятник природы, расположенный в Шатойском районе Чечни на правом берегу реки Чанты-Аргун у дороги Грозный — Шатой в 2 км к югу от села Зоны. Источник выбивается из-под скалы. Известен с давних времён. Вода холодная и приятная на вкус. Источник, имеющий большой дебит, даёт начало ручью, впадающему в реку Чанты-Аргун. Источник благоустроен и находится в хорошем состоянии.
С 2006 года имеет статус особо охраняемой природной территории республиканского значения.